# 45. BAFTA-gála
Az 45. BAFTA-gálát 1992-ben tartották, melynek keretében a Brit film- és televíziós akadémia az 1991. év legjobb filmjeit és alkotóit díjazta.

## Díjazottak és jelöltek
(a díjazottak félkövérrel vannak jelölve)

### Legjobb film
The Commitments
- Farkasokkal táncoló
- Thelma és Louise
- A bárányok hallgatnak

### Legjobb nem angol nyelvű film
A rémes lány (Das schreckliche Mädchen) • Nyugat-Németország
- Cyrano de Bergerac • Franciaország
- A fodrásznő férje (Le Mari de la coiffeuse) • Franciaország
- Toto, a hős (Toto le héros) • Franciaország/Németország/Belgium

### David Lean-díj a legjobb rendezésért
Alan Parker - The Commitments
- Kevin Costner - Farkasokkal táncoló
- Jonathan Demme - A bárányok hallgatnak
- Ridley Scott - Thelma és Louise

### Legjobb főszereplő
Anthony Hopkins - A bárányok hallgatnak
- Kevin Costner - Farkasokkal táncoló
- Alan Rickman - Szívből, igazán
- Gérard Depardieu - Cyrano de Bergerac

### Legjobb női főszereplő
Jodie Foster - A bárányok hallgatnak
- Geena Davis - Thelma és Louise
- Susan Sarandon - Thelma és Louise
- Juliet Stevenson - Szívből, igazán

### Legjobb férfi mellékszereplő
Alan Rickman - Robin Hood, a tolvajok fejedelme
- Andrew Strong - The Commitments
- Derek Jacobi - Meghalsz újra!
- Alan Bates - Hamlet

### Legjobb női mellékszereplő
Kate Nelligan - Krumplirózsa
- Amanda Plummer - A halászkirály legendája
- Annette Bening - Svindlerek
- Julie Walters - Csupa balláb

### Legjobb adaptált forgatókönyv
The Commitments - Dick Clement, Ian La Frenais, Roddy Doyle
- Cyrano de Bergerac - Jean-Paul Rappeneau, Jean-Claude Carrière
- Farkasokkal táncoló - Michael Blake
- A bárányok hallgatnak - Ted Tally

### Legjobb eredeti forgatókönyv
Szívből, igazán - Anthony Minghella
- Thelma és Louise - Callie Khouri
- Zöld kártya - Peter Weir
- A halászkirály legendája - Richard LaGravenese

### Legjobb operatőri munka
Cyrano de Bergerac
- A bárányok hallgatnak
- Thelma és Louise
- Farkasokkal táncoló

### Legjobb jelmez
Cyrano de Bergerac
- Valmont
- Robin Hood, a tolvajok fejedelme
- Ollókezű Edward

### Legjobb vágás
The Commitments
- A bárányok hallgatnak
- Farkasokkal táncoló
- Thelma és Louise

### Legjobb smink
Cyrano de Bergerac
- Ollókezű Edward
- Farkasokkal táncoló
- Addams Family – A galád család

### Anthony Asquith-díj a legjobb filmzenének
Cyrano de Bergerac - Jean-Claude Petit
- Thelma és Louise - Hans Zimmer
- A bárányok hallgatnak - Howard Shore
- Farkasokkal táncoló - John Barry

### Legjobb díszlet
Ollókezű Edward
- Cyrano de Bergerac
- Terminátor 2 – Az ítélet napja
- Addams Family – A galád család

### Legjobb hang
Terminátor 2 – Az ítélet napja
- The Commitments
- A bárányok hallgatnak
- Farkasokkal táncoló

### Legjobb vizuális effektek
Terminátor 2 – Az ítélet napja
- Prospero könyvei
- Ollókezű Edward
- Lánglovagok